# Tormenta tropical Dongo (2009)
La Tormenta Severa Tropical Dongo (designada por la JTWC: 06S) fue la quinta disturbio tropical y la cuarta tormenta con nombre de la temporada de ciclones en el suroeste del Índico de 2008-2009. Dongo se desarrolló de una área de baja presión cerca de los remanentes del Ciclón Severo Tropical Billy a inicios del 7 de enero. La baja rápidamente fue declarada como un disturbio tropical ese mismo día, y  una depresión tropical el siguiente día. Poco después de ser declarada depresión tropical, fue declarada tormenta tropical moderada y se le dio el nombre de Dongo.

## Formación
La Convención asociada con Dongo empezó a debilitarse debido a las características híbridas. El 10 de enero, la convención rápidamente incrementó, y en la siguiente mañana Dongo se intensificó en una tormenta tropical severa. Después de convertirse en una tormenta tropical severa, Dongo alcanzó su máxima intensidad con 95 km/h (60 mph vientos de 10 minutos). A pesar de las aguas frías que se acercaban, la tormenta permaneció por mucho tiempo como tormenta tropical severa hasta formarse el 12 de enero en ciclón extratropical. Los remanentes extratropicales de Dongo por dos días hasta que se disipó.

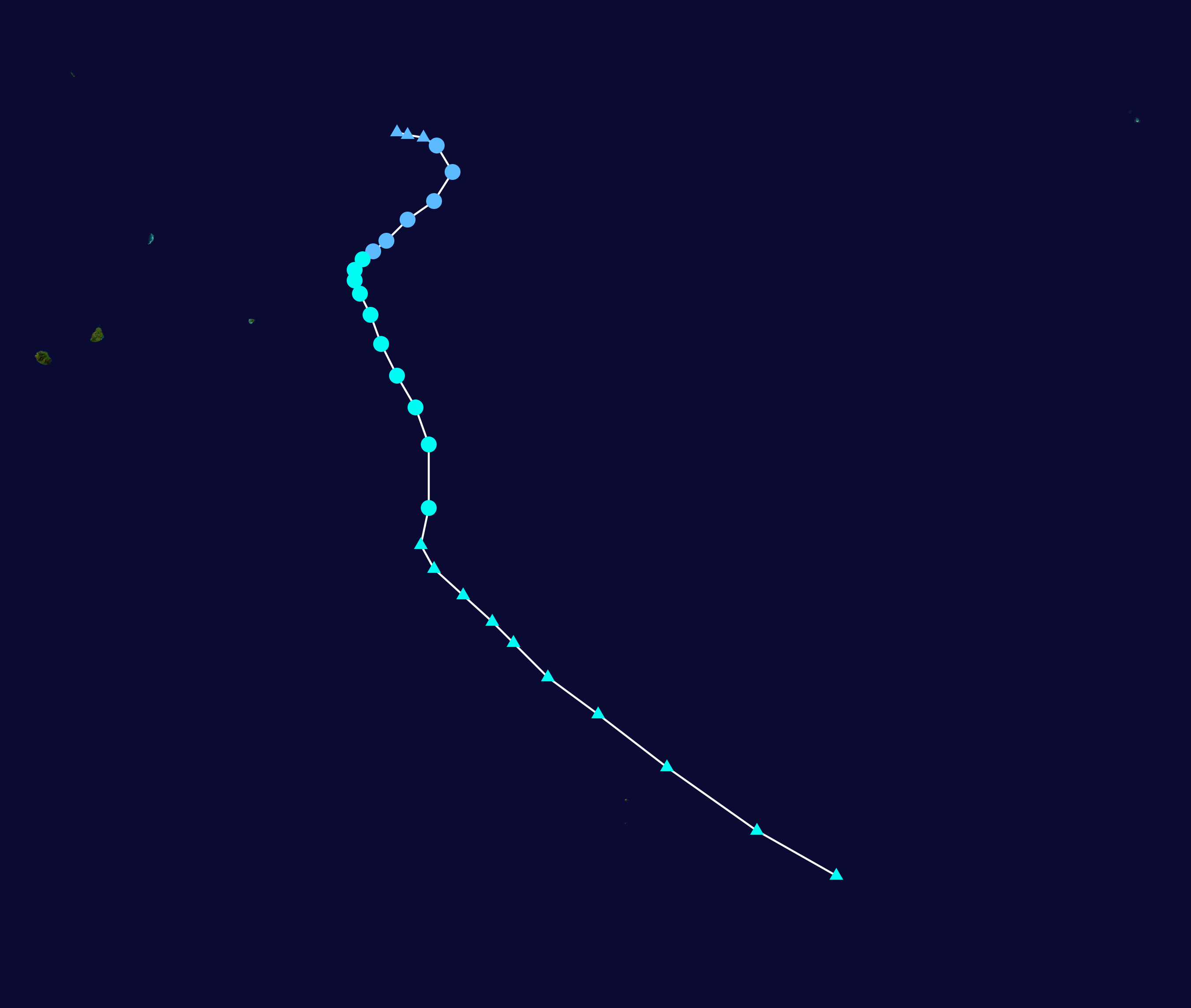
Recorrido de Dongo.

El Servicio Meteorológico de Mauricio siguió los remanentes del ciclón tropical Billy que se formó en la región de Australia en diciembre, y entró en el suroeste del océano Índico a principios de enero. El 8 de enero se formó una baja presión al norte donde se formó Billy y fue designada como un área de clima perturbado por Meteo France.  El 9 de enero, el sistema pasó a ser una tormenta tropical y luego obtuvo el nombre de Dongo. Luego, en las primeras horas de la mañana del 10 de enero de Dongo pasó a ser una tormenta tropical moderada. El 12 de enero Dongo se disipó.

## Impacto
Debido a que Dongo permaneció en aguas abiertas, no llegó a tocar tierra.